# Gotlakunte, Gauribidanur
Gotlakunte là một làng thuộc tehsil Gauribidanur, huyện Kolar, bang Karnataka, Ấn Độ.